# Catocala cassandra
Catocala cassandra är en fjärilsart som beskrevs av H. Edwards 1875. Catocala cassandra ingår i släktet Catocala och familjen nattflyn. Inga underarter finns listade i Catalogue of Life.